# Сан Лоренцо Аролдо (Кремона)
Сан Лоренцо Аролдо је насеље у Италији у округу Кремона, региону Ломбардија.
Према процени из 2011. у насељу је живело 151 становника. Насеље се налази на надморској висини од 28 м.